# Keith Rivers
(en) Statistiques sur pro-football-reference
Keith Rivers, né le 5 mai 1986 à San Bernardino (Californie), est un joueur américain de football américain évoluant au poste de linebacker.
Étudiant à l'Université de la Californie méridionale, il joua pour les USC Trojans.
Il fut drafté en 2008 à la 9e place (premier tour) par les Bengals de Cincinnati.